# 낙동북로
낙동북로(洛東北路)는 부산광역시 강서구 강동동 김해교와 북구 구포동 구포지구대 앞을 잇는 부산광역시의 도로이다. 경상남도 김해시와 경계를 짓는 김해교부터 북구 구포대교 교차로까지 구간은 국도 제14호선과 부산광역시도 제40호선으로 지정되어 있다. 낙동대로의 북쪽에 있는 도로라 하여 '낙동북로'라 명명되었다.

## 연혁
- 2009년 7월 8일 : 2개 이상 구·군에 걸쳐 있는 도로로 낙동북로를 고시[1]

## 주요 경유지
부산광역시
- 강서구 강동동 - 북구 구포동

## 노선
- 연한 파란색(■): 국도 제14호선, 부산광역시도 제40호선 중복 구간

| 이름                                       | 접속 노선                                                            | 소재지          | 소재지          | 비고            |
| 김해대로와 직결                            | 김해대로와 직결                                                      | 김해대로와 직결 | 김해대로와 직결 | 김해대로와 직결 |
| ------------------------------------------ | -------------------------------------------------------------------- | --------------- | --------------- | --------------- |
| 김해교                                     |                                                                      | 부산광역시      | 강서구          |                 |
| 대사1구 교차로                             | 부산광역시도 제21호선 (제도로)                                       | 부산광역시      | 강서구          |                 |
| 대사역                                     |                                                                      | 부산광역시      | 강서구          |                 |
| 가락교                                     |                                                                      | 부산광역시      | 강서구          |                 |
| 평강역                                     | 대저중앙로 낙동북로188번길                                           | 부산광역시      | 강서구          |                 |
| (평강)                                     | 부산광역시도 제4011호선 (대저로)                                     | 부산광역시      | 강서구          |                 |
| 대저역                                     |                                                                      | 부산광역시      | 강서구          |                 |
| 체육공원역 (대저교)                        |                                                                      | 부산광역시      | 강서구          |                 |
| 대저 분기점 (신대저 교차로) (대상지하차도) | 55호선 중앙고속도로 체육공원로                                       | 부산광역시      | 강서구          |                 |
| 강서구청역                                 |                                                                      | 부산광역시      | 강서구          |                 |
| 대동사거리                                 | 부산광역시도 제31호선 (공항로) 부산광역시도 제4011호선 (대저로)      | 부산광역시      | 강서구          |                 |
| 구포대교                                   |                                                                      | 부산광역시      | 강서구          |                 |
| 북구                                       |                                                                      | 부산광역시      |                 |                 |
| 구포대교 교차로                            | 국도 제14호선 부산광역시도 제40호선 부산광역시도 제41호선 (낙동대로) | 부산광역시      |                 |                 |
| 구포대교사거리                             | 부산광역시도 제35호선 (백양대로)                                     | 부산광역시      |                 |                 |
| (구포지구대)                               | 시랑로                                                               | 부산광역시      | 종점            |                 |

## 주요 건물 및 시설
- 부산강동동우체국 (부산광역시 강서구 낙동북로 47)
- 대사역 (부산광역시 강서구 낙동북로 82)
- 평강역 (부산광역시 강서구 낙동북로 199)
- 대저차량사업소 (부산광역시 강서구 낙동북로 236)
- 대저역 (부산광역시 강서구 낙동북로 294, 295)
- 체육공원역 (부산광역시 강서구 낙동북로 371)
- 강서구청 (부산광역시 강서구 낙동북로 477)
- 강서구청역 (부산광역시 강서구 낙동북로 485)
- 구포어린이교통공원 (부산광역시 북구 낙동북로 687)
- 부산학생예술문화회관 (부산광역시 북구 낙동북로 737-1)